# 英國獨立單曲和專輯榜
英國獨立單曲榜（英語：UK Independent Singles Chart）和英國獨立專輯榜（英語：UK Independent Albums Chart）是由英國官方榜单公司（Official Charts Company，簡稱）製作的音樂排行榜，榜單又以「獨立榜 (Indie Chart)」聞名。
英國獨立榜並分根據音樂類型製作，而是依照單曲或專輯的發行商及唱片公司做分類。榜單規定唱片需為獨立於EMI、索尼音樂娛樂、華納音樂集團和环球音乐集团之外發行。榜單的第一首冠軍單曲為Spizzenergi的〈Where's Captain Kirk?〉，首張冠軍專輯則是Adam and the Ants的《Dirk Wears White Sox》。
2009年，官方榜单公司改變收錄規則，從原先的「四大唱片公司之外」改為「至少四大唱片公司擁有50%的所有權」。

## 外部連結
- 英國獨立單曲榜 （页面存档备份，存于）在官方榜单公司
- 英國獨立專輯榜 （页面存档备份，存于）在官方榜单公司